# 高铼酸亚铜
高铼酸亚铜是一种无机化合物，化学式为CuReO4。

## 制备
将高铼酸铜在真空中加热数天，温度控制在400~500℃，得到高铼酸亚铜。高铼酸铜和金属铜在360 °C反应也能得到高铼酸亚铜，但存在杂质。

## 化学性质
高铼酸亚铜对空气和水敏感，在水中歧化，在气相存在二聚体(CuReO4)2。